# هو جی وون
هو جی وون (کره‌ای: 허지원؛ زادهٔ ۴ سپتامبر ۲۰۰۰) که با نام جی‌وون شناخته می‌شود، خواننده و بازیگر اهل کره جنوبی است. او عضو سابق گروه دخترانه کره‌ای چری بولت است.

## زندگی و حرفه

### ۲۰۰۰–۲۰۱۷: اوایل زندگی و آغاز حرفه
هو جی وون زادهٔ ۴ سپتامبر ۲۰۰۰ در سئول، کره جنوبی است. در سال ۲۰۱۱، او در فصل اول برنامه کی-پاپ استار شرکت کرد و در اوایل ادیشن‌ها حذف شد. او در زمان کارآموزی‌اش در مگا نتورک، در چند موزیک ویدئو حضور پیدا کرد. در ۲۴ اوت ۲۰۱۷، او به عنوان مدل یونیفرم مدارس به نام اسمارت به همراه هم کمپانی‌اش یو جو انتخاب شد و فعالیت‌های بازاریابی خود را در سپتامبر آغاز کردند.

## فیلم‌شناسی

### فیلم
| سال  | عنوان                           | نقش      | توضیحات     | منابع |
| ---- | ------------------------------- | -------- | ----------- | ----- |
| ۲۰۲۲ | وحشت نیمه شب: شش شب             | سو یونگ  | قسمت: Order | [ ۶ ] |
| ۲۰۲۴ | جعبه کرنل                       | یو ریم   |             | [ ۷ ] |
| ۲۰۲۵ | The Moment You Become Me (lit.) | اون جونگ | فیلم کوتاه  | [ ۸ ] |